# كيفن هانان
كيفن هانان (بالإنجليزية: Kevin Hannan)‏ هو لغوي وكاتب أمريكي، ولد في 22 يناير 1954 في لا ماركيو في الولايات المتحدة، وتوفي في 5 يناير 2008 في سانوك في بولندا.